# Justizvollzugsanstalt Bad Reichenhall
Die Justizvollzugsanstalt Bad Reichenhall ist eine Justizvollzugsanstalt in Bad Reichenhall im oberbayerischen Landkreis Berchtesgadener Land. Sie ist eine Zweigstelle der Justizvollzugsanstalt Bernau.
Sie wurde am 1. Oktober 1951 eröffnet. Mit dem Bau war bereits während des Krieges begonnen worden. Im Jahr 1979 wurde die letzte umfassende Sanierung der Anstalt vorgenommen. 
Die Justizvollzugsanstalt Bad Reichenhall ist heute als Anstalt für den Vollzug von Untersuchungshaft für Gefangene aus dem Amtsgerichtsbezirk Laufen konzipiert. Sie verfügt über 20 Einzelhafträume und 7 Gemeinschaftshafträume für 43 Gefangene. Weil nur Untersuchungsgefangene inhaftiert werden und im Jahr 2019 80,77 % der Insassen ausländische Staatsangehörige waren, „kommen therapeutisch ausgerichtete Vollzugsmaßnahmen regelmäßig nicht in Betracht“.